# Champsosaurus dolloi
Champsosaurus dolloi is een uitgestorven op een krokodil lijkend reptiel behorend tot het geslacht Champsosaurus uit de orde Choristodera.
Champsosaurus dolloi leefde 56 miljoen jaar geleden (tijdvak Paleoceen) in de riviermondingen van het hedendaagse België. Deze soort was met een lengte van 2,5 meter bijzonder groot. Champsosaurus dolloi deelde zijn leefgebied met de krokodil Eosuchus lerichei.